# Mary Maxwell Gates
Pour les articles homonymes, voir Maxwell.
Mary Maxwell Gates (5 juillet 1929 - 10 juin 1994) est une professeur d'université et femme d'affaires dirigeante de sociétés privées, administratives, éducatives, gouvernementales américaines et d’œuvres philanthropiques, humanistes, caritatives et artistiques. Elle est la mère de Bill Gates, le fondateur de la société Microsoft.

## Biographie
Elle naît le 5 juillet 1929 à Seattle dans l'État de Washington aux États-Unis ; son père James Willard Maxwell (Nebraska, 1901–1960), est banquier, sa mère Adele Thompson (1903–1987, est probablement née à Enumclaw, Washington). Son grand-père paternel, James Willard Maxwell (1864–1951), était président de la National City Bank à Seattle de 1911 à 1929 et directeur de l'antenne de Seattle de la Federal Reserve Bank of San Francisco. 
Elle poursuit des études à l'université de Washington de Seattle dont elle sort diplômée en tant que professeur d'université en 1950.
Elle épouse William Henri Gates II, rencontré à l'université et dont elle a trois enfants : Kristianne Gates, William Henri Gates III surnommé Bill Gates et Libby Gates.
Elle poursuit une carrière de professeur d'université en enseignant dans le campus où elle a fait ses études jusqu'en 1964, année où son mari fonde son prestigieux cabinet d'avocat « Preston Gates & Ellis » à Seattle (un des cent plus importants cabinets d'avocat des États-Unis).
Elle abandonne alors l'éducation et intègre toute une variété d'organismes privés, civiques, gouvernementaux, caritatifs, etc. : fondation d'hôpital pour enfants, organismes médicaux, chambre de commerce, United Way of King County (importante organisation humanitaire américaine), et d'autres organismes américains d'aide à la société à but non lucratif dont elle devient membre des conseils d'administration durant 18 ans de 1975 à sa disparition en 1994.
En 1975, l'année où son fils Bill Gates fonde sa société Microsoft, Daniel Evans, gouverneur d'État de Washington, la nomme au conseil d'administration de l'université de Washington d'où elle mène un important combat humaniste de pression contre le gouvernement d'Afrique du Sud pour abolir le régime de l'apartheid.
En 1980, elle est élue au conseil d'administration de l'United Way of King County et au conseil d'administration d'autres importantes organisations telles l'Unigard Security Insurance Group, la Pacific Northwest Bell Telephone Company, la US WEST Communications, et la KIRO Incorporated television and radio stations (sociétés de télévision, radio et téléphonie privées américaine).
Elle est nommée en 1993 au conseil d'administration de la banque américaine First Interstate Bank of Washington's.
Elle est la première femme des États-Unis à devenir Présidente du United Way of King County, et membre du conseil d'administration de la First Interstate Bank of Washington's.
Elle meurt en 1994 à l'âge de 64 ans en pleine activité, à la suite d'un cancer du sein.